# Ramey (Pennsylvanie)
Pour les articles homonymes, voir Ramey.
Ramey est un borough situé au sud-est du comté de Clearfield, en Pennsylvanie, aux États-Unis,. En 2010, il comptait une population de 451 habitants. Il est incorporé en 1878.

## Démographie
Lors du recensement de 2010, le borough comptait une population de 451 habitants. Elle est estimée, en 2019, à 472 habitants.

### Source de la traduction
- (en) Cet article est partiellement ou en totalité issu de l’article de Wikipédia en anglais intitulé « Ramey, Pennsylvania » (voir la liste des auteurs).